# Arco di Scipione l'Africano
L'arco di Scipione l'Africano era uno dei più antichi archi di trionfo di Roma, non più esistente. Si trovava nei pressi del tempio di Giove Ottimo Massimo sul Campidoglio ed era stato eretto da Scipione l'Africano, appunto, nel 190 a.C.
Il fornice era situato sulla via che saliva al Campidoglio non distante dalla casa di Publio Cornelio Scipione, detto l'Africano, (sul sito dell'attuale Basilica Giulia) ed era decorato con sette statue dorate e due statue equestri, dove erano raffigurati i membri più importanti della famiglia degli Scipioni. Davanti si trovavano due fontane marmoree (labra).
| Planimetria del Campidoglio antico |
| --- |
| Area capitolina Arx Forum Romanum Fori Imperiali Velabro Tempio di Giove capitolino Tabularium Tempio di Giunone Moneta Teatro di Marcello Forum Holitorium Tempio di Bellona Tempio di Giove Feretrio Tempio di Veiove Auguraculum Iseum Tempio di Giove Custode (?) Tempio della Concordia (?) Tempio di Giove Conservatore Altare Tensarum Tempio di Giove Tonante Clivus Capitolinus Centus Gradus Porta Pandana Tempio di Giano Tempio di Giunone Sospita Tempio di Spes Tempio di Augusto Asylum Inter duos lucos Vico Giugario Campo di Marte Portico degli Dei Consenti Tempio di Vespasiano Tempio della Concordia Tullianum Clivus Argentarius Tempio di Venere Ericina Tempio di Mens (?) Tempio di Fides (?) Tempio di Ops (?) Arco di Scipione Tempio di Saturno Basilica Giulia |